# Стожок
Стожок (укр. Стіжок) — село в Шумской городской общине Кременецкого района Тернопольской области Украины.
До 2020 года входило в Шумский район.
Население на 2007 год составляло 449 человек. Почтовый индекс — 47120. Телефонный код — 3558.